# 담양 궁산리 구암 지석묘
담양 궁산리 구암 지석묘는 대한민국 전라남도 담양군 수북면 궁산리에 있는 고인돌이다. 2004년 1월 6일 담양군의 향토문화유산 제9호로 지정되었다.

## 개요
전라남도 담양군 수북면 궁산리 구암마을에 있는 고인돌로, 2004년 1월 6일 담양군향토유형문화유산 제9호로 지정되었다. 구암마을은 투구봉(534.9m)과 채일봉(305m)에서 남쪽으로 뻗어내린 산자락의 넓은 평지에 자리 잡고 있는데 마을 북동쪽 논에 2기의 고인돌이 있다.이중 1기의 덮개돌 크기는 장축 360cm, 단축 240cm, 두께 120cm로, 타원형을 띠고 있으며 장축(長軸) 방향은 동-서이다. 논의 경작으로 인해 하부구조가 드러나 있는 상태이다.